# Ambohidratrimo
Ambohidratrimo é uma comuna de Madagascar, pertencente ao distrito de Ambohidratrimo, na região de Analamanga. Sua população, segundo o censo de 2000, era de 19 308 habitantes.